# Eșec

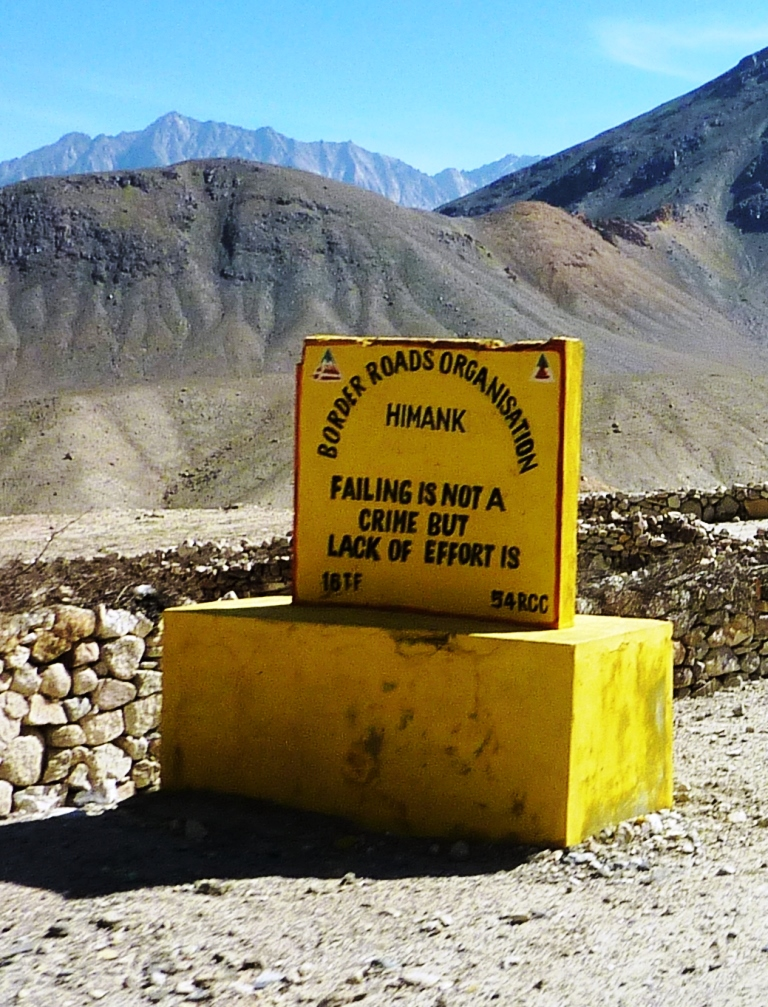
„Eșecul nu este o crimă, dar lipsa de efort este” – semn pe drumul Leh spre, Ladakh

Eșecul este un concept social care reprezintă neîndeplinirea unui obiectiv dorit sau intenționat și este de obicei privit ca opusul succesului. Criteriile de eșec depind de context și pot fi relative la un anumit observator sau sistem de credințe. O persoană poate considera un eșec ceea ce alta consideră un succes, în special în cazurile de competiție directă sau joc cu sumă nulă. În mod similar, gradul de succes sau eșec într-o situație poate fi privit diferit de diferiți observatori sau participanți, astfel încât o situație pe care unul o consideră eșec, altul o poate considera succes, succes parțial sau situație neutră.
De asemenea, poate fi dificil sau imposibil să se stabilească dacă o situație îndeplinește criteriile de eșec sau succes din cauza definiției ambigue sau neclare a acestor criterii. Găsirea unor criterii sau euristici utile și eficiente pentru a judeca succesul sau eșecul unei situații poate fi în sine o sarcină semnificativă.

## Sociologie
Istoricul cultural Scott Sandage⁠(d) susține că conceptul de eșec a suferit o metamorfoză în Statele Unite pe parcursul secolului al XIX-lea. Inițial, remarcă Sandage, eșecul financiar sau falimentul era înțeles ca un eveniment din viața unei persoane: un incident, nu o trăsătură de caracter. Noțiunea de a fi un eșec, susține Sandage, este o noutate istorică relativă: "[n]u până în ajunul Războiului Civil americanii au etichetat în mod obișnuit un bărbat insolvabil „un eșec”. În consecință, noțiunea de eșec a dobândit atât conotații moraliste, cât și individualiste. Până la sfârșitul secolului al XIX-lea, a fi un eșec însemna a avea un caracter deficient.

## În business
Un eșec comercial este un produs sau companie care nu atinge așteptările de succes.
Majoritatea produselor listate mai jos au avut așteptări ridicate, investiții financiare semnificative și/sau publicitate extinsă, dar au rămas departe de succes. Datorită naturii subiective a „succesului” și „îndeplinirii așteptărilor”, pot exista dezacorduri cu privire la ceea ce constituie un „eșec major”.
- Pentru eșecuri în industria jocurilor pe computer și video, vezi lista de eșecuri comerciale în jocurile pe computer și video
- Pentru eșecuri ale companiilor legate de balonul dotcom din 1997–2001, vezi companie dot-com
- Bombă de box-office

Uneori, eșecurile comerciale pot primi un cult următor, iar lipsa inițială de succes comercial poate chiar conferi un statut de cool subcultural.

### În marketing
Cercetătorii în marketing au făcut distincție între eșecurile de rezultat și cele de proces. Un eșec de rezultat este incapacitatea de a obține un bun sau serviciu; un eșec de proces este incapacitatea de a primi bunul sau serviciul într-un mod adecvat sau preferabil. Astfel, o persoană interesată doar de rezultatul final al unei activități ar considera-o un eșec de rezultat dacă problema de bază nu a fost rezolvată sau o nevoie fundamentală nu este satisfăcută. Un eșec de proces apare, prin contrast, atunci când, deși activitatea este finalizată cu succes, clientul percepe în continuare modul în care activitatea este desfășurată ca fiind sub un standard sau un reper așteptat.
Wan și Chan remarcă faptul că eșecurile de rezultat și cele de proces sunt asociate cu diferite tipuri de efecte negative asupra consumatorului. Ei observă că „[u]n eșec de rezultat implică o pierdere de resurse economice (adică, bani, timp), iar un eșec de proces implică o pierdere de resurse sociale (adică, stimă socială)”.

## În educație
O notă de insuficient este o notă acordată unui student pentru a indica faptul că acesta nu a trecut la un examen sau la un curs. Notele pot fi date sub formă de numere, litere sau alte simboluri.
Până în anul 1884, Colegiul Mount Holyoke evalua performanța studenților pe o scară de 100 de puncte sau procentuală, apoi rezuma aceste note numerice atribuind note literare intervalelor numerice. Mount Holyoke a atribuit notele literare de la A la E, cu E o performanță sub 75% și desemnând insuficient. Sistemul A – E sa răspândit la Universitatea Harvard până în 1890. În 1898, Mount Holyoke a ajustat sistemul de notare, adăugând nota F pentru insuficient (și ajustând intervalele corespunzătoare celorlalte litere). Practica notelor literare s-a răspândit mai larg în primele decenii ale secolului al XX-lea. Până în anii 1930, litera E a fost eliminată din sistem, din motive neclare.

## În filozofie
Filozofii din tradiția analitică au sugerat că eșecul este conectat la noțiunea de omisiune. În etică, omisiunile se disting de acțiuni: acțiunile implică faptul că un agent face ceva; omisiunile implică faptul că un agent nu face ceva.
Atât acțiunile, cât și omisiunile pot avea semnificație morală. Exemplul clasic al unei omisiuni cu semnificație morală este eșecul cuiva de a salva pe cineva aflat în nevoie urgentă de asistență. S-ar putea părea că cineva este moralmente culpabil pentru că nu a salvat într-un astfel de caz.
Patricia G. Smith⁠(d) observă că există două moduri în care cineva nu poate face ceva: conștient sau inconștient. O omisiune conștientă este intenționată, în timp ce o omisiune inconștientă poate fi neglijentă, dar nu este intenționată. În consecință, Smith sugerează că ar trebui să înțelegem eșecul ca implicând o situație în care este rezonabil să ne așteptăm ca o persoană să facă ceva, dar nu o face – indiferent dacă intenționează să o facă sau nu.
Randolph Clarke, comentând lucrarea lui Smith, sugerează că „[c]eea ce face ca [o] omisiune de a acționa să fie o omisiune este norma aplicabilă”. Cu alte cuvinte, un eșec de a acționa devine semnificativ moral atunci când o normă impune să fie luată o anumită acțiune și aceasta nu este luată.

## În știință
Ipotezele științifice se pot spune că eșuează atunci când duc la predicții care nu se potrivesc cu rezultatele găsite în experimente. Alternativ, experimentele pot fi considerate eșecuri atunci când nu oferă informații utile despre natură. Cu toate acestea, standardele privind ceea ce constituie un eșec nu sunt clare. De exemplu, experimentul Michelson-Morley a devenit „cel mai faimos experiment eșuat din istorie” deoarece nu a detectat mișcarea Pământului prin eterul luminifer, așa cum se aștepta. Acest eșec de a confirma prezența eterului avea să ofere ulterior suport teoriei relativității restrânse a lui Albert Einstein.
Editorul revistei Wired, Kevin Kelly⁠(d), explică faptul că se poate învăța foarte mult din lucrurile care merg prost neașteptat și că o parte din succesul științei provine din menținerea greșelilor „mici, gestionabile, constante și urmărite”. El folosește exemplul inginerilor și programatorilor care împing sistemele la limită, stricându-le pentru a învăța despre ele. Kelly avertizează, de asemenea, împotriva creării unei culturi care pedepsește sever eșecul, deoarece aceasta inhibă un proces creativ și riscă să învețe oamenii să nu comunice eșecurile importante altora (de exemplu, rezultate nule). Eșecul poate fi folosit și productiv, de exemplu pentru a găsi identificarea cazurilor ambigue care justifică o interpretare suplimentară. Când studiază părtinirea în învățarea automată, de exemplu, eșecul poate fi văzut ca o „ruptură cibernetică în care părtinirea preexistentă și defecțiunile structurale se fac cunoscute”.

## Lingvistică
Termenul „eșec mizerabil” a fost popularizat ca urmare a unui cunoscut „Google bombing”, care a făcut ca căutările Google pentru termen să aducă biografia lui George W. Bush de la Casa Albă.

### Memele de internet și "eșecul"
La începutul anilor 2000, termenul eșec (fail) a început să fie folosit ca interjecție în contextul fenomenelor pe internet. Interjecția eșec și forma superlativă eșec epic (epic fail) exprimau dispreț și ridicol pentru greșeli considerate „eminamente de râs”. Potrivit lingvistului Ben Zimmer⁠(d), originea cea mai probabilă a acestui uzaj este Blazing Star (1998), un joc video japonez al cărui mesaj de încheiere a jocului a fost tradus în engleză ca „You fail it”. Site-ul de comedie Fail Blog, lansat în ianuarie 2008, a prezentat fotografii și videoclipuri subtitrate cu „fail” și variantele sale. Hashtag-ul #fail este folosit pe site-ul de microblogging Twitter pentru a indica dispreț sau nemulțumire, iar imaginea care însoțea anterior mesajul că site-ul era supraîncărcat este denumită „balena eșuată”.